# 조용익 (1966년)
조용익(趙甬翼, 1966년 12월 6일~)은 대한민국의 정치인이다. 제23대(민선 8기) 경기도 부천시장이다.

## 학력
- 승주중학교 졸업
- 순천고등학교 졸업
- 성균관대학교 법과대학 법학 학사

## 경력
- 제31회 사법시험 합격
- 제21기 사법연수원 수료
- 법무법인 카이로스 변호사
- 남북평화재단 부천본부 이사
- 청와대 정무수석실 행정관
- 부천시호남향우회총연합회 총회장
- 부천시의회 고문변호사
- 부천시민연합 이사
- 민주당 인권위원회 위원장
- 민주당 경기도당 부천시 원미구 갑 지역위원회 위원장
- 대통령소속 자치분권위원회 정책자문위원
- 부천경제정의실천연합 자문위원
- 인천지방법원 부천지원 조정위원
- 부천시탁구협회 회장
- 부천대학교 부동산정보과 겸임교수
- 더불어민주당 당원자격심사위원회 위원
- 더불어민주당 윤리심판원 위원
- 더불어민주당 디지털소통위원회 가짜뉴스법률대책단 단장
- 더불어민주당 정책위원회 부의장
- 2022.07 ~ : 제23대 민선 8기 경기도 부천시장
- ~2024.06: 경기도시장군수협의회 부회장

## 전과
- 도로교통법위반(음주운전): 벌금 1,000,000원 - 2014년 11월 3일 선고[1]

## 역대 선거 결과
|  | 8.31% |

|  | 52.49% |